# Klaus-Jürgen Ebelt
Klaus-Jürgen Ebelt (* 11. Juni 1922 in Anklam; † 21. Dezember 1996 in Berlin) war ein deutscher Politiker der DDR-Blockpartei LDPD. Er war Vorsitzender des LDPD-Bezirksvorstandes Rostock und Abgeordneter der Volkskammer der DDR.

## Leben
Der Sohn eines Theaterintendanten besuchte die Volksschule und das Gymnasium in Anklam. Am 14. April 1940 beantragte er die Aufnahme in die NSDAP und wurde zum 1. September desselben Jahres aufgenommen (Mitgliedsnummer 7.713.339). Er wurde zum Kriegsdienst in die Wehrmacht eingezogen.
1945 war er Mitbegründer der LDPD in Bautzen und wurde hauptamtlich im Parteiapparat tätig. Bis 1949 war er Geschäftsführer, dann geschäftsführender Vorsitzender des Kreisverbandes Bautzen. 1946 wurde er Mitglied des FDGB. Von 1949 bis 1952 war er Kreisrat für Handel und Versorgung, ab 1950 auch stellvertretender Landrat in Hoyerswerda. Gleichzeitig übte er das Amt des Vorsitzenden des LDPD-Kreisverbandes Hoyerswerda aus. 1950 wurde er Mitglied der Gesellschaft für Deutsch-Sowjetische Freundschaft (DSF). 1952 nahm er an einem Kurzlehrgang der Deutschen Verwaltungsakademie „Walter Ulbricht“ in Forst Zinna teil. Anschließend wurde er Stellvertreter des Vorsitzenden des Rates der Stadt Wismar und 1953 Direktor der Bezirksdirektion Rostock der Industrie- und Handelskammer.
Am 25. August 1953 wurde er als Nachrücker Abgeordneter der Volkskammer und Mitglied der LDPD-Fraktion. Nach der Verhaftung von Harry John wurde er 1953 zum Vorsitzenden des LDPD-Bezirksvorstandes Rostock gewählt. Im selben Jahr wurde er Mitglied des Zentralvorstandes der LDPD und Mitglied des Bezirksausschusses Rostock der Nationalen Front. 1955 wurde er Mitglied des Kulturbundes der DDR.
Ebelt gehörte bis 1963 der Volkskammer an und übte die Funktion des LDPD-Bezirksvorsitzenden in Rostock bis 1963 aus. Ab 1963 war er Generaldirektor der Intercontrol (Nachfolger des zum Minister aufgestiegenen Rudolph Schulze). Er qualifizierte sich zum Diplomökonomen und wirkte als Vorsitzender des Kreisausschusses Berlin-Prenzlauer Berg der Nationalen Front. Im Januar 1973 wurde er zum Stellvertreter des Bezirksbürgermeisters und Bezirksrat für Wohnungswirtschaft des Berliner Stadtbezirkes Prenzlauer Berg gewählt und zum Mitglied des Sekretariats des LDPD-Kreisvorstandes Prenzlauer Berg berufen. Später war er Stadtbezirksrat für stadttechnische Versorgung, Verkehrs- und Nachrichtenwesen von Berlin-Prenzlauer Berg und bis 1990 Mitglied der Stadtbezirksverordnetenversammlung Prenzlauer Berg.

## Auszeichnungen
- 1954 Ehrenzeichen für Deutsch-Sowjetische Freundschaft II. Stufe
- 1959 Vaterländischer Verdienstorden in Bronze
- 1960 Wilhelm-Külz-Ehrennadel
- 1969 Verdienstmedaille der DDR
- 1970 Ehrennadel der Nationalen Front in Gold
- 1982 Vaterländischer Verdienstorden in Silber